# 斯蒂芬·罗伯特·安德森
斯蒂芬·罗伯特·安德森（1943年—）是一位美国语言学家，耶鲁大学荣誉退休教授，2007年任美国语言学会会长，主要作品有入选牛津通识读本的《语言》（Languages）等。